# 쉐프 (영화)
쉐프(프랑스어: Comme un chef, 영어: The Chef)는 2012년 공개된 프랑스의 영화이다. 이 영화는 2012년 제62회 베를린 국제 영화제에서 국제적으로 처음 공개되었다.

## 줄거리
요리 실력은 뛰어나지만 일자리를 구하지 못하는 젊은 요리사 자키 보노는 임신한 여자친구를 부양하기 위해 요리에 대한 열정을 뒤로하고 노인 요양원에서 페인트공으로 일하게 된다. 그곳에서 우연히 요리사들과 친해진 그는 메뉴 개선에 도움을 주고, 이 소식이 유명 레스토랑 '카르고 라가르드'의 스타 셰프 알렉상드르 라가르드에게까지 전해진다. 알렉상드르는 자신의 레스토랑이 곧 있을 평가에서 별점을 잃을 위기에 처해 자키에게 도움을 요청한다. 처음에는 무급 인턴이라는 조건에 거절하지만, 결국 자키는 합류한다. 그러나 두 사람의 성격 차이로 인해 곧 갈등이 생기고 자키는 해고당한다.
알렉상드르는 자키의 재능을 아쉬워하며 그를 다시 데려오고, 두 사람은 메뉴 개선에 몰두한다. 자키는 여자친구에게는 일자리를 구하는 척하지만, 사실은 레스토랑에서 인턴으로 일하고 있었다. 이 사실을 알게 된 여자친구는 크게 실망하고 둘의 관계는 위기에 처한다. 한편, 분자 요리를 선호하는 평론가들의 방문이 예정되어 있어 알렉상드르는 더욱 초조해진다. 술에 취한 자키는 친구의 도움을 받아 새로운 메뉴 개발에 박차를 가하고, 여자친구에게 다시 한번 진심을 전하려 하지만 실패한다. 알렉상드르는 자키를 자신의 집으로 초대하고, 그곳에서 자신의 딸과의 관계를 개선하려 하지만 쉽지 않다.
자키는 요양원의 요리사들을 불러모아 알렉상드르와 함께 새로운 메뉴를 구상하지만 어려움을 겪는다. 결국 그들은 유명 분자 요리 레스토랑에 잠입해 재료를 훔쳐오기에 이른다. 평가 당일, 알렉상드르는 딸을 돕기 위해 자리를 비우고, 자키는 레스토랑 사장으로부터 질책을 받는다. 그러던 중 여자친구로부터 딸을 낳았다는 소식을 듣고 큰 동기부여를 얻어 새로운 요리를 선보인다. 평론가들은 전통적인 요리와 분자 요리가 조화된 혁신적인 메뉴에 감탄하며 알렉상드르에게 4개의 별점을 고려한다. 알렉상드르는 자키의 공을 인정하며 그에게 자신의 자리를 넘기고 은퇴를 선언한다. 자키는 계약을 맺고 레스토랑 사장으로부터 좋은 차를 선물받고, 여자친구와도 다시 재결합하며 꿈에 그리던 성공을 이룬다. 이후 알렉상드르와 함께 새로운 요리 프로그램을 시작하며 이야기가 마무리된다.

## 출연

### 주연
- 장 르노
- 마이클 욘
- 라파엘르 아고구에

### 조연
- 줄리앙 부아셀리에
- 살로메 스테브넹
- 서지 라리비에레
- 크리스토프 파오우